# 포탈의 등장인물 목록
다음은 밸브 코퍼레이션이 제작한 1인칭 슈팅·퍼즐 비디오 게임인 《포탈》의 등장인물 목록이다.

## 첼 (Chell)
포털 시리즈의 주인공으로 애퍼처 사이언스의 피실험자이다.

## GLaDOS
Genetic Life Form and Disk Operating System의 준말로 애퍼쳐 사이언스가 개발한 인공지능 슈퍼 컴퓨터이다.

## 휘틀리 (Wheatley)
애퍼처 사이언스가 개발한 인격 코어중 하나이며 포탈 2에서 등장한다.

## 케이브 존슨 (Cave Johnson)
애퍼처 사이언스를 창립한 초대 CEO이다.

## 케롤린 (Caroline)
케이브 존슨의 비서로 포탈 2에서 녹음된 음성과 초상화로밖에 등장하진 않는다. GLaDOS의 정체. 음성의 성우는 GLaDOS및 터릿의 성우이기도 한 엘런 매클레인이다.

## 더그 렛맨 (Doug Rattmann)
애퍼처 사이언스의 프로그래머이며 그의 이야기는 포탈 2 공식 코믹스 Portal 2: Lab Rat에서 그려진다. 그의 직장동료 '헨리 (Henry)'와 함께 GLaDOS를 개발하였으나 GLaDOS가 폭주할 것이 우려되어 GLaDOS개발을 꺼려했으며 GLaDOS의 폭주후 애퍼처 사이언스 연구원중에 유일하게 살아남게 되어 피실험자로 등록된 첼이 GLaDOS를 이길 수 있을거라 확신하며 첼이 일어나는 순서를 1번으로 수정하고 애퍼처 사이언스에서 갇혀살게 되었다. 갇혀사는동안 자신의 환상으로 만들어낸 동행 큐브와 대화하며 애퍼처 사이언스에서 지내다가 첼이 GLaDOS를 부순후에 애퍼처 사이언스를 탈출할 수 있었지만 첼이 파티 에스코트 로봇에 의해 다시 시설로 끌려가는 것을 보고 다시 시설로 돌아가 첼이 잠든 곳의 생명 유지 장치를 작동시켰다. 그 과정에서 터릿에게 다리를 크게 다치고 부상으로 인해 탈출할 수 없자 더그 렛맨은 다른곳에서 잠을 취하게 된다. 그의 생사는 알 수 없다.

## 애퍼처 사이언스 센트리 터릿 (Aperture Science Sentry Turret)
애퍼처 사이언스가 만든 인공지능 터릿으로 적을 인식해 총을 발사한다. 본래는 아기를 강도로부터 지키기 위한 가정용으로 만들어졌으나 애퍼처 사이언스 강화센터에서는 테스트 용도로 쓰인다. GLaDOS가 터릿을 '군용 안드로이드 (Military Android)'라 표현한 바 있다는 루머가 있지만 이는 사실 터릿을 말하는 것이 아닌 별도의 다른 안드로이드를 말한 것으로 센트리 터릿은 가정용이 맞다.
포탈 2의 공식 코믹스인 '터릿 자장가 (Turret Lullaby)'에 따르면 터릿이 강도를 진압한 후에 아기를 달래는 목적으로 노래 재생 기능이 달려있다. 이는 실제 포탈 2의 이스터에그중 터릿 4대가 노래를 연주하는 모습을 볼 수 있는데 해당 노래는 포탈2의 공식 사운드 트랙 'Turret Wife Serenade'이다. 넘어지면 기능이 정지하게 되나 터릿 자장가 코믹스에서 보여지길 원래부터 비상상황시 터릿을 제어하기 위할 목적으로 넣어진 기능으로 보인다.
그리고 게임 도중에 터릿 생산라인에서 자기는 다르다고 말하는 터릿을 볼 수 있는데 이는 밸브가 '예언자 터릿'이라고 명칭하는데 게임에서 매우 중요한 떡밥을 던지고 간다. 또한, 엔딩에서 많은 수의 터릿들을 볼 수 있는데 중간의 오페라를 부르는 좀 더 큰 터릿은 '퀸 터릿'으로 게임에서 직접적으로 등장한 적은 없다. 그리고 뒤에서 베이스를 연주하는 왕관을 쓴 거대한 터릿은 '애니멀 킹 터릿'으로 게임 초반에 고장난 디스플레이에서 나온다.
애퍼처 사이언스 센트리 터릿은 넘어지면 작동을 정지하는 기능이 있다. 이는 오작동이 발생할 시 긴급하게 터릿의 작동을 중지시켜려고 만든 킬스위치이다.

## 동행 큐브 (Companion Cube)
애퍼처 사이언스가 만든 '중형 저장 큐브'의 일종으로 다른 큐브들과 달리 하트 마크가 그려져있다. 포탈에 등장한 큐브와 포탈 2에 등장하는 큐브는 서로 별개의 큐브이며 Portal 2: Lab Rat에서도 더그 렛맨에 환상으로 만들어낸 동행 큐브가 등장한다. 포탈 2의 GLaDOS에 따르면 지각력이 존재한다고 하지만 거짓말일 가능성도 배제할 수 없다.

## 인격 코어 (Personality Cores)
애퍼처 사이언스에서 개발한 인공지능 로봇으로 주로 시스템, 시설 관리 용도로 만들어진 일종의 애퍼처 사이언스의 직원 로봇이라 볼 수 있겠다. GLaDOS역시 ('본체(몸)'을 제외한 '머리' 한정으로) '중앙 코어'의 역할을 하는 인격 코어이다. 포탈에서 보여진 GLaDOS에게 달려진 코어 4개는 GLaDOS의 보조 인격 코어이다. 포탈 2에서는 GLaDOS의 지능 둔화 코어인 휘틀리가 등장하며 고장난 코어 3개(릭, 우주 코어, 팩트 코어)가 등장한다.
다음에서 설명하는 코어는 포털에서 출연하며, 어드벤처 코어부터 팩트 코어까지는 포털 2에서 출연한다.
- 윤리 코어: 아무말도 하지 않는 보라색의 코어, 본체에 찍힌 점의 개수는 1개 Portal 2: Lab Rat에서 보여지길 GLaDOS의 윤리적인 측면과 '양심'을 담당하는 코어로 GLaDOS의 폭주를 막기위해 존재하였으나 폭주를 막는데 실패한다. 또한, 윤리 코어가 떨어져 나가자 GLaDOS가 로켓 터릿을 해제하지 못하고 신경독을 가동 시작했다.

- 호기심 코어: 어린 여성의 목소리를 가진 주황색 눈의 코어, 본체에 찍힌 점의 개수는 2개로 '호기심'을 담당하는 코어다. 포탈건및 첼의 다리에 달린 '장거리 낙하 장치'를 언급하기도 하며 소각로에 태워질때 "어디서 타는 냄새 안나요?"라는 대사를 한다.

- 지능 코어: 허스키한 중년의 남성 목소리를 가진 하늘색 눈의 코어, 이름은 지능 코어지만 알 수 없는 재료 레시피만 말한다. 이는 포탈 내에서 계속 언급되던 케이크의 레시피로 추정

- 분노 코어: 화난 목소리로 짖는 빨간색 눈의 코어, '분노'라는 감정을 담당한다.

- 스페이스 코어: 어리고 귀여운 남성의 목소리를 가지고 있는 노란색 눈의 고장난 코어, 우주에 가고싶다는 말과 여러 가지 우주와 관련된 말만 말한다.

- 어드벤처 코어: 중년의 댄디한 목소리를 가진 초록색 눈의 고장난 코어, 스스로를 '릭 (Rick)' 이란 이름으로 부르며 모험, 열정과 관련된 내용들을 말한다.

- 팩트 코어: 남성으로 추정되는 목소리를 가진 약간의분홍색 눈의 고장난 코어로 여러 가지 정보들을 말해주지만 대부분이 다 거짓말이다. 하지만 그중에 일부 진실된 정보도 있다.

- GLaDOS: 애퍼처 사이언스의 테스트와 시설 관리를 담당하는 중앙 코어.

- 휘틀리: 중앙 코어가 폭주하였을 때 중앙 코어를 망가뜨리기 위한 지능 둔화 코어.

## 아틀라스, 피-보디 (ATLAS and P-body)
인간은 서로 신뢰할 수 없다는 단점때문에 '협동 테스트'에 적합하지 않다고 판단한 애퍼처 사이언스가 만든 협동 테스트용 인공지능 로봇으로 '아틀라스'는 파란색 눈을 가진 남성형으로 묘사되며 키가 작고 몸이 동글동글하게 생겼으며 '피-보디'는 주황색 눈을 가진 여성형으로 묘사되며 키가 크고 몸집이 길다. 제대로된 인간의 언어를 구사할 순 없으나 기계음의 감정 표현을 할 수 있다. 아틀라스의 경우 남성톤의 목소리, 피 보디는 여성톤의 기계음을 낸다. 글라도스는 아틀라스를 블루, 피-보디를 오렌지라 부른다.
본체가 파괴되어도 메모리(기억)이 보존된 채로 재조립 기계가 다시 조립할 수 있다. 분해기로 분해될 수도 있으며 GLaDOS가 원격으로 자폭시킬 수도 있다.(이건 코옵모드 엔딩에서 볼 수 있다...) 언제든 다시 재조립 되기 때문에 '죽는다'와 '고통'에 대한 개념이 없다.
포탈2 싱글 스토리 시간대상 첼에 GLaDOS에 의해 테스트를 받을 때 또다른 별도의 시설에서 GLaDOS에 의해 협동 테스트를 받게 된다. 그러던 도중 휘틀리가 시설을 장악하자 길을 잃고 시설을 방황하게 된다. 실제 포탈2 싱글 본편에서 휘틀리가 시설을 파괴하는 중 약간 먼 곳에 방황하는 P-body가 등장하는 이스터에그를 볼 수 있다.
이후 휘틀리가 코옵 로봇을 첼 대신 테스트를 할 대상을 발견하자 테스트를 하기 위함이란 명분으로 살려둔 첼을 죽이려고 하지만 실패한다. 첼과 휘틀리의 최후의 결전 끝에 휘틀리는 포탈을 통해 우주로 날라가고 첼도 잠시동안이지만 우주에 있던 충격으로 인해 애퍼처 사이언스로 돌아오자마자 기절한다. GLaDOS는 기절한 첼을 치료하기 위해 아틀라스, 피보디를 불러와 첼을 치료하도록 시키게한다. 첼이 일어났을 때 GLaDOS는 첼에게 감사의 뜻을 전하는 오페라를 들려주며 첼을 탈출시켜준다.
포탈2 코옵 모드는 포탈2 싱글 본편의 시간대 이후의 스토리이다. 따라서 중간중간 GLaDOS가 첼의 대한 언급을 하는 것을 볼 수 있다. 포탈2 코옵 모드에서는 GLaDOS가 카메라앞에서 제스처를 취해야 잠김이 풀리는 시설의 잠금을 풀기 위해 아틀라스, 피보디를 그곳으로 가게한다. 시설의 잠금이 풀리고 나서 아틀라스, 피보디와 GLaDOS는 수천, 수만명의 피실험자가 잠들어있는 휴식 센터를 발견하게 되고 아틀라스, 피보디는 임무를 완수해 기뻐한다. GLaDOS는 아틀라스, 피보디를 회수하기 위해 원격으로 자폭시킨다.
이후 새로 추가된 포탈 2의 DLC로 추가된 새로운 추가 코스 "예술 치료" 코스에서 다시 등장하며 여기서 GLaDOS에 의해 테스트를 치른 후, GLaDOS의 프로토타입 '섀시'를 조종하는 까마귀를 섀시의 방 밖으로 쫓아낸뒤 까마귀의 알을 GLaDOS에게 데려온다. GLaDOS는 까마귀 알을 부화시키고 '내일 아주 큰 일이 있을거야'라는 말을하며 끝을 내린다.